# Şərif Şərifov
Şərif Şərifov, accreditato come Sharif Sharifov secondo la traslitterazione anglosassone (Machačkala, 11 novembre 1988), è un lottatore azero di origini russe, nella categoria 84 kg (libera), categoria in cui si è laureato campione olimpico ai Giochi della XXX Olimpiade di Londra.

## Palmarès
- Giochi olimpici

Londra 2012: oro negli 84 kg.
Rio de Janeiro 2016: bronzo negli 86 kg.
- Mondiali

Herning 2009: bronzo negli 84 kg.
Istanbul 2011: oro negli 84 kg.
Nur-Sultan 2019: argento nei 97 kg.
- Europei

Baku 2010: argento negli 84 kg.
Dortmund 2011: bronzo negli 84 kg.
Kaspijsk 2018: argento nei 92 kg.
Bucarest 2019: oro nei 92 kg.